# UCI Àfrica Tour 2005
L'UCI Àfrica Tour 2005 és la primera edició de l'UCI Àfrica Tour, un dels cinc circuits continentals de ciclisme de la Unió Ciclista Internacional. Està format per quatre proves, organitzades entre el 16 de febrer i el 2 d'octubre de 2005 a l'Àfrica.
Les quatre proves del calendari d'aquesta edició tenen categoria 2.2.
El vencedor final fou el sud-africà Tiaan Kannemeyer, vencedor del Giro del Cap.

## Evolució del calendari

### Febrer
| Data  | Cursa            | Cat. | Vencedor         | Equip      |
| ----- | ---------------- | ---- | ---------------- | ---------- |
| 16-24 | Volta a Egipte   | 2.2  | Sergey Tretyakov | -          |
| 26-12 | Tour del Camerun | 2.2  | Davide Silvestri | Team Nippo |

### Març
| Data | Cursa        | Cat. | Vencedor         | Equip             |
| ---- | ------------ | ---- | ---------------- | ----------------- |
| 9-13 | Giro del Cap | 2.2  | Tiaan Kannemeyer | Barloworld-Valsir |

### Setembre
| Data | Cursa            | Cat. | Vencedor         | Equip |
| ---- | ---------------- | ---- | ---------------- | ----- |
| 22-2 | Tour del Senegal | 2.2  | Alexandre Lecocq | -     |

## Classificacions finals
| Pos | Ciclista                 | Equip             | Punts |
| --- | ------------------------ | ----------------- | ----- |
| 1.  | Tiaan Kannemeyer (RSA)   | Barloworld-Valsir | 163   |
| 2.  | Ryan Cox (RSA)           | Barloworld-Valsir | 151   |
| 3.  | Jérémie Ouedraogo (BUR)  | -                 | 100   |
| 4.  | Davide Silvestri (ITA)   | Team Nippo        | 90    |
| 5.  | Jamie Ball (RSA)         | -                 | 73    |
| 6.  | Laurent Zongo (BUR)      | -                 | 72    |
| 7.  | Christian Eminger (AUT)  | -                 | 58    |
| 8.  | Sergey Tretyakov (KAZ)   | -                 | 46    |
| 9.  | Sergeiy Lavrenenko (KAZ) | -                 | 44    |
| 10. | Willie van Zyl (RSA)*    | -                 | 42    |

| Pos | Equip             | País       | Punts |
| --- | ----------------- | ---------- | ----- |
| 1.  | Barloworld-Valsir | Regne Unit | 327   |
| 2.  | Team Nippo        | Japó       | 130   |
| 3.  | Konica-Minolta    | Sud-àfrica | 101   |
| 4.  | Dukla Trenčín     | Eslovàquia | 37    |
| 5.  | Team Exel         | Sud-àfrica | 32,32 |
| 6.  | Team Wiesenhof    | Alemanya   | 28    |
| 7.  | Team Lamonta      | Alemanya   | 27    |
| 8.  | Intel-Action      | Polònia    | 28    |
| 9.  | Recycling.co.uk   | Regne Unit | 13    |

| \| Pos \| País \| Punts \| \| --- \| ------------ \| -------- \| \| 1. \| Sud-àfrica \| 1.049,32 \| \| 2. \| Burkina Faso \| 329 \| \| 3. \| Namíbia \| 40 \| \| 4. \| Camerun \| 22 \| \| 5. \| Tunísia \| 11,3 \| \| 6. \| Egipte \| 6 \| \| 7. \| Marroc \| 5 \| \| 9. \| Zimbàbue \| 5 \| \| 9. \| Eritrea \| 4 \| |              |          |
| Pos | País         | Punts    |
| 1. | Sud-àfrica   | 1.049,32 |
| 2. | Burkina Faso | 329      |
| 3. | Namíbia      | 40       |
| 4. | Camerun      | 22       |
| 5. | Tunísia      | 11,3     |
| 6. | Egipte       | 6        |
| 7. | Marroc       | 5        |
| 9. | Zimbàbue     | 5        |
| 9. | Eritrea      | 4        |